# San Muñoz
San Muñoz település Spanyolországban, Salamanca tartományban. San Muñoz La Fuente de San Esteban, Aldehuela de la Bóveda, Carrascal del Obispo, La Sagrada, Abusejo és Cabrillas községekkel határos. Lakosainak száma 201 fő (2024).

## Népesség
A település népessége az elmúlt években az alábbi módon változott:
| Lakosok száma | 351  | 324  | 307  | 287  | 280  | 280  | 241  | 233  | 210  | 201  |
|               | 2001 | 2004 | 2007 | 2009 | 2012 | 2014 | 2017 | 2019 | 2022 | 2024 |